# 60-я бригада управления
60-я бригада управления (сокр. 60 бру, в/ч 76736) — тактическое соединение Сухопутных войск Российской Федерации.
Бригада дислоцируется в п. Селятино Московской области и находится в составе 1-й гвардейской танковой армии.

## История
Соединение создано 25 декабря 2014 года в п. Селятино Наро-Фоминского района Московской области параллельно с формированием 1-й гвардейской танковой армии.
В 2017 году соединение награждено переходящим кубком, вымпелом и грамотой за высокие результаты в боевой подготовке.

## Оснащение
Переносная спутниковая станция связи Р-444ПТН «Лира», станция спутниковой связи Р-40044 ПТМ «Ладья», станции спутниковой связи «СНАРК», Р-439МД2 на базе бронетранспортёра БТР-80, Р-441УВ, цифровая радиорелейная станция Р-419Л1, радиостанции средней мощности Р-166 на базе машин КамАЗ и бронетранспортёров БТР-80, командно-штабные машины Р-149МА1 и Р-149АКШ1, машина комплексной аппаратной связи П-260 «Редут». В резерве находятся передвижная станция Р-161 «Полюс-5» мощностью 5 киловатт с дальностью сигнала в 5000 км и «Полюс-15» — на 15000 км.